# Campeonato Regional de Vila Real
O Campeonato Regional de Vila Real foi uma competição de futebol portuguesa organizada pela Associação de Futebol de Vila Real. Era a competição que elegia oficialmente o campeão de futebol do Distrito de Vila Real, a primeira edição foi na época de 1924–25 e a última na época de 1946–47. O maior e único vencedor é o SC Vila Real com 23 títulos.

## Vencedores

### Por época
| Época   | Vencedor     |
| ------- | ------------ |
| 1946–47 | SC Vila Real |
| 1945–46 | SC Vila Real |
| 1944–45 | SC Vila Real |
| 1943–44 | SC Vila Real |
| 1942–43 | SC Vila Real |
| 1941–42 | SC Vila Real |
| 1940–41 | SC Vila Real |
| 1939–40 | SC Vila Real |
| 1938–39 | SC Vila Real |
| 1937–38 | SC Vila Real |
| 1936–37 | SC Vila Real |
| 1935–36 | SC Vila Real |
| 1934–35 | SC Vila Real |
| 1933–34 | SC Vila Real |
| 1932–33 | SC Vila Real |
| 1931–32 | SC Vila Real |
| 1930–31 | SC Vila Real |
| 1929–30 | SC Vila Real |
| 1928–29 | SC Vila Real |
| 1927–28 | SC Vila Real |
| 1926–27 | SC Vila Real |
| 1925–26 | SC Vila Real |
| 1924–25 | SC Vila Real |

### Por clube
| Clube        | Venceu | Época(s) |
| ------------ | ------ | --- |
| SC Vila Real | 23     | 1924–25, 1925–26, 1926–27, 1927–28, 1928–29, 1929–30, 1930–31, 1931–32, 1932–33, 1933–34, 1934–35, 1935–36, 1936–37, 1937–38, 1938–39, 1939–40, 1940–41, 1941–42, 1942–43, 1943–44, 1944–45, 1945–46 e 1946–47 |

Ref.: